# Sœurs de Sainte-Croix
Les Sœurs de Sainte-Croix sont une congrégation féminine catholique établie au Canada depuis 1847 dont la mission apostolique est liée à l’éducation. Elles sont issues de la grande famille de Sainte-Croix, comprenant pères, frères et sœurs, fondée par le bienheureux Basile Moreau (1799-1873). 

## Historique

### Fondation
Arrivées le 26 avril 1847, quatre pionnières posent les premiers jalons de l’aventure Sainte-Croix au Canada. Le 15 septembre de la même année, elles ouvrent les portes d’une école primaire à Saint-Laurent près de Montréal, au Québec. Les besoins en éducation des enfants sont grands. Les parents pressent les religieuses de fonder un pensionnat pour jeunes filles qui portera le nom d’Académie Sainte-Marie. En 1874, l’Académie devient le Pensionnat Notre-Dame-des-Anges. La Maison-mère prend racine à Saint-Laurent et fonde plusieurs établissements d’enseignement. 
Les Sœurs de Sainte-Croix ont dirigé plusieurs écoles dans les Laurentides, dans le Nord-du-Québec, dans l’Ouest canadien et aux États-Unis. Dans la région de Montréal, elles ont dirigé plus d’une trentaine d’écoles, dont le Collège Basile Moreau offrant le cours classique aux jeunes filles à partir de 1933, et ce, jusqu’en 1968. Elles ont fondé des pensionnats, des externats, des écoles normales, des écoles ménagères, des collèges, sans oublier leur contribution comme institutrice dans plusieurs écoles paroissiales. 

### Deux administrations
Les Sœurs du Canada forment, avec celles des États-Unis, deux provinces distinctes sous la gouverne des Marianites de Sainte-Croix, fondée en 1841 en France. La Très Révérende Mère Marie des Sept-Douleurs est la première supérieure et cofondatrice de la branche féminine Sainte-Croix. Elle séjourne 14 ans au Canada, de 1849 à 1863. En 1869, la province des États-Unis se sépare pour devenir une congrégation indépendante, les Sœurs de la Sainte-Croix. Le 14 juin 1889, la province canadienne obtient à son tour l’autorisation de Rome de former une congrégation autonome sous le nom des Sœurs de Sainte-Croix et des Sept-Douleurs, et cesse de s’appeler Marianites. La congrégation crée son propre sceau officiel rappelant la dévotion à Notre Dame des Sept-Douleurs, la Vierge Marie, au cœur transpercé de sept glaives, patronne de la Congrégation de Sainte-Croix. Sœur Marie de Saint-Basile est la première supérieure canadienne de la nouvelle congrégation. Sous son administration, la communauté connaît une forte expansion. Plus de 30 établissements sont fondés et la congrégation compte plus de 432 religieuses à vœux perpétuels, temporaires; novices ou postulantes. 

## Organisation actuelle
À partir des années 1970, la Congrégation des Sœurs de Sainte-Croix a élargi sa mission en œuvrant dans divers secteurs d’activités au service de la société. Elles participent à plusieurs regroupements prônant des valeurs humaines et spirituelles. 
Depuis 1982, la Communauté porte le nom de Congrégation des Sœurs de Sainte-Croix et possède un nouveau logo formé d’une croix et des initiales CSC. 
Les Sœurs de Sainte-Croix poursuivent la pratique de la vie religieuse dans le même esprit que celui formulé par leur fondateur, le bienheureux Basile Moreau.  

## Diffusion
Les Sœurs de Sainte-Croix ont œuvré dans plusieurs pays depuis leur fondation (Bangladesh, Afghanistan, Bhoutan, etc.). À la fin des années 1950, elles ont aidé à mettre sur pied Les Petites Servantes de l’Église, communauté qui œuvre auprès des pauvres et des malades au Bangladesh. Aujourd'hui, elles sont présentes au Canada, aux États-Unis, au Pérou, au Chili, au Mali, au Burkina Faso, au Vietnam et Haïti. Ouvert en février 2016, le Collège Saint-Damien à Garango au Burkina Faso est leur dernier fleuron.  

## Ouvrages connexes
- Annales de la Congrégation des Sœurs de Sainte-Croix et des Sept-Douleurs, Vol 1-2, 1936
- Annales de la Congrégation des Sœurs de Sainte-Croix et des Sept-Douleurs, Vol 3-4, 1936
- Charrette, Madeleine (1990). Annales de l’administration générale et de la maison-Mère 1902-1960. Congrégation des Sœurs de Sainte-Croix. Vol V, Saint-Laurent, Sœurs de Sainte-Croix.
- Bériault, Hélène (1989). Les Sœurs de Sainte-Croix dans la montée avec les Franco-Ontariens. Cornwall, Ontario, Sœurs de Sainte-Croix.
- Gauthier, Alice et Reid-Brisebois, Cécile (1985). Histoire de l’École normale du Christ-Roi de Mont-Laurier 1927-1966. Mont-Laurier, Sœurs de Sainte-Croix.
- Gauthier, Alice (1987). Les Sœurs de Sainte-Croix dans les Laurentides, 1887 à 1987. Province Christ-Roi. Histoire d’une Alliance. Cap-Saint-Ignace, Veilleux.
- Giroux, Alice (1973). Les Sœurs de Sainte-Croix dans l’Ouest canadien. Montréal, Sœurs de Sainte-Croix.
- Giroux, Alice (1976). Histoire du Collège Basile-Moreau, 1933-1968, Montréal, Sœurs de Sainte-Croix.
- Giroux, Alice (1983). Au jardin de Sainte-Croix : Province Moreau. Montréal, Sœurs de Sainte-Croix.
- Lalande, Graziella (1989). Comme un grand arbre. Montréal, Édition Fides.
- Lalande, Graziella (2010). Qui êtes-vous Basile Moreau?. Montréal, Édition Fides.